# Verla
Verla é uma antiga fábrica de tratamento de madeira e de cartão, situada próxima a Jaala, ao sudoeste da Finlândia.
Foi inscrita como Patrimônio da Humanidade da UNESCO em 1996.
É um dos exemplos de instalação industrial rural que foi muito difundida no norte da Europa e América do Norte no Século XIX até desaparecer quase que totalmente.

## Galeria

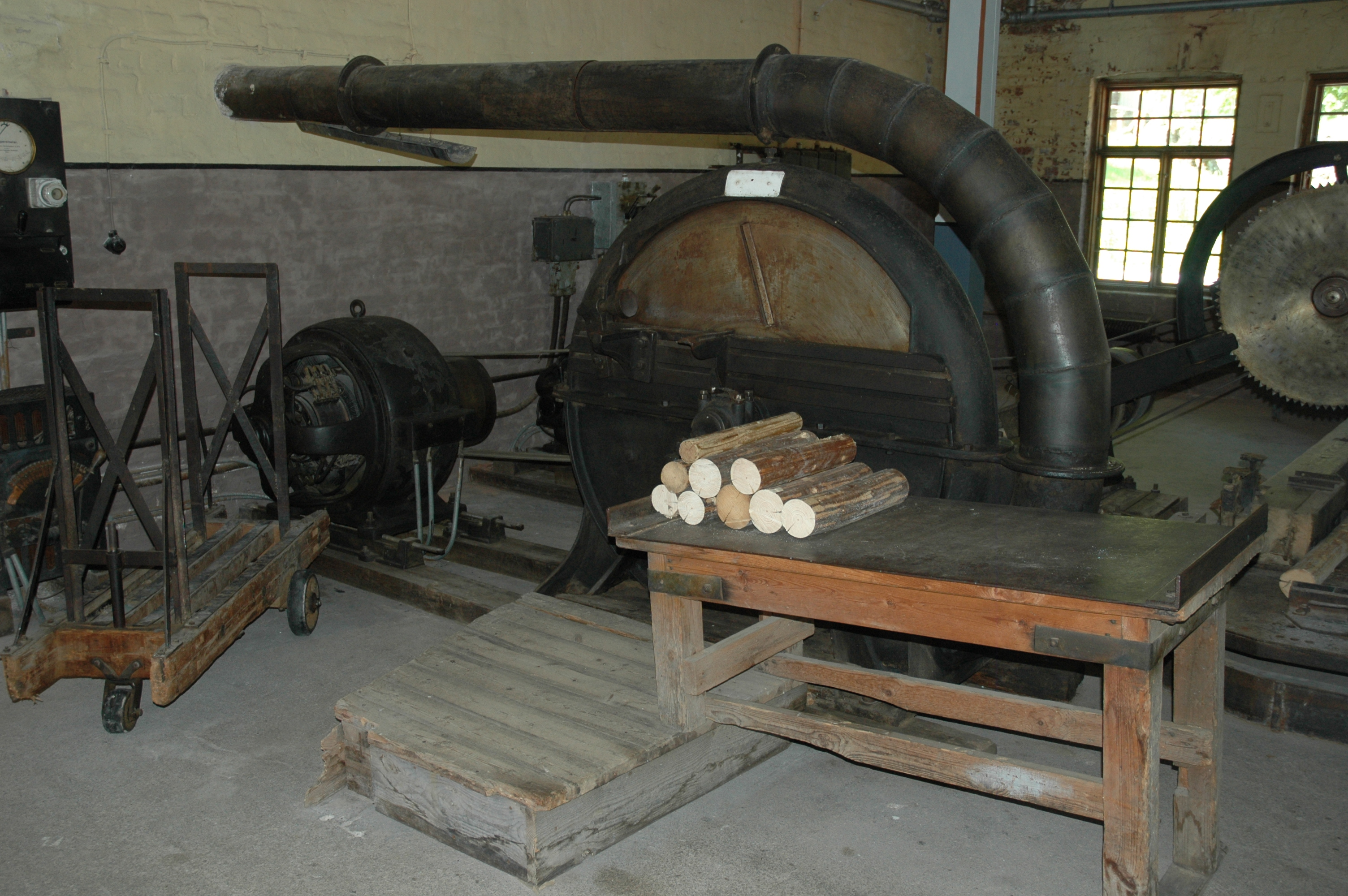
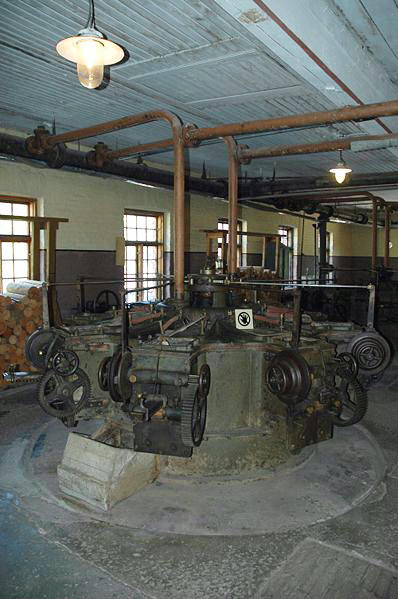
Máquina de produção de polpa
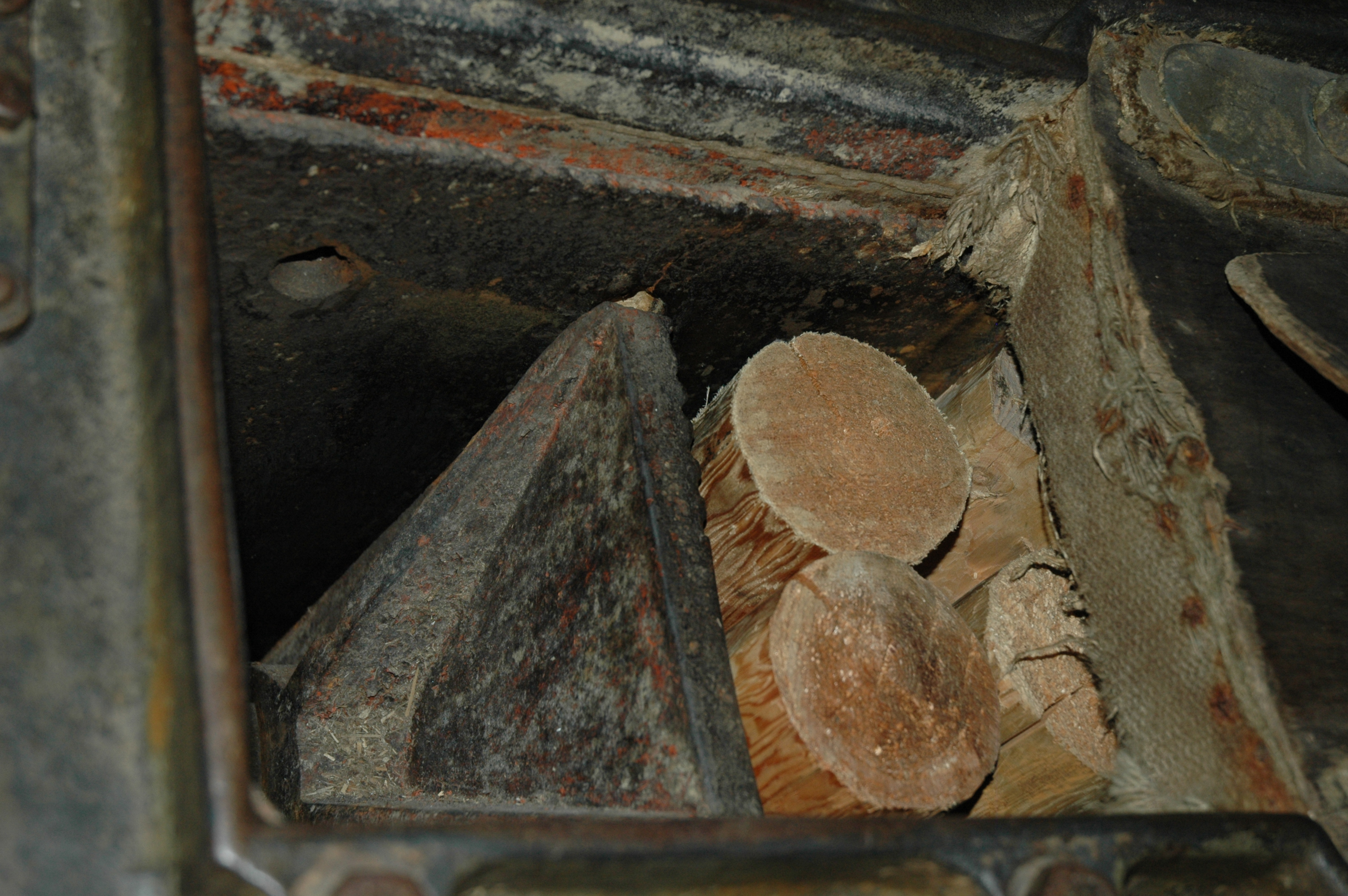
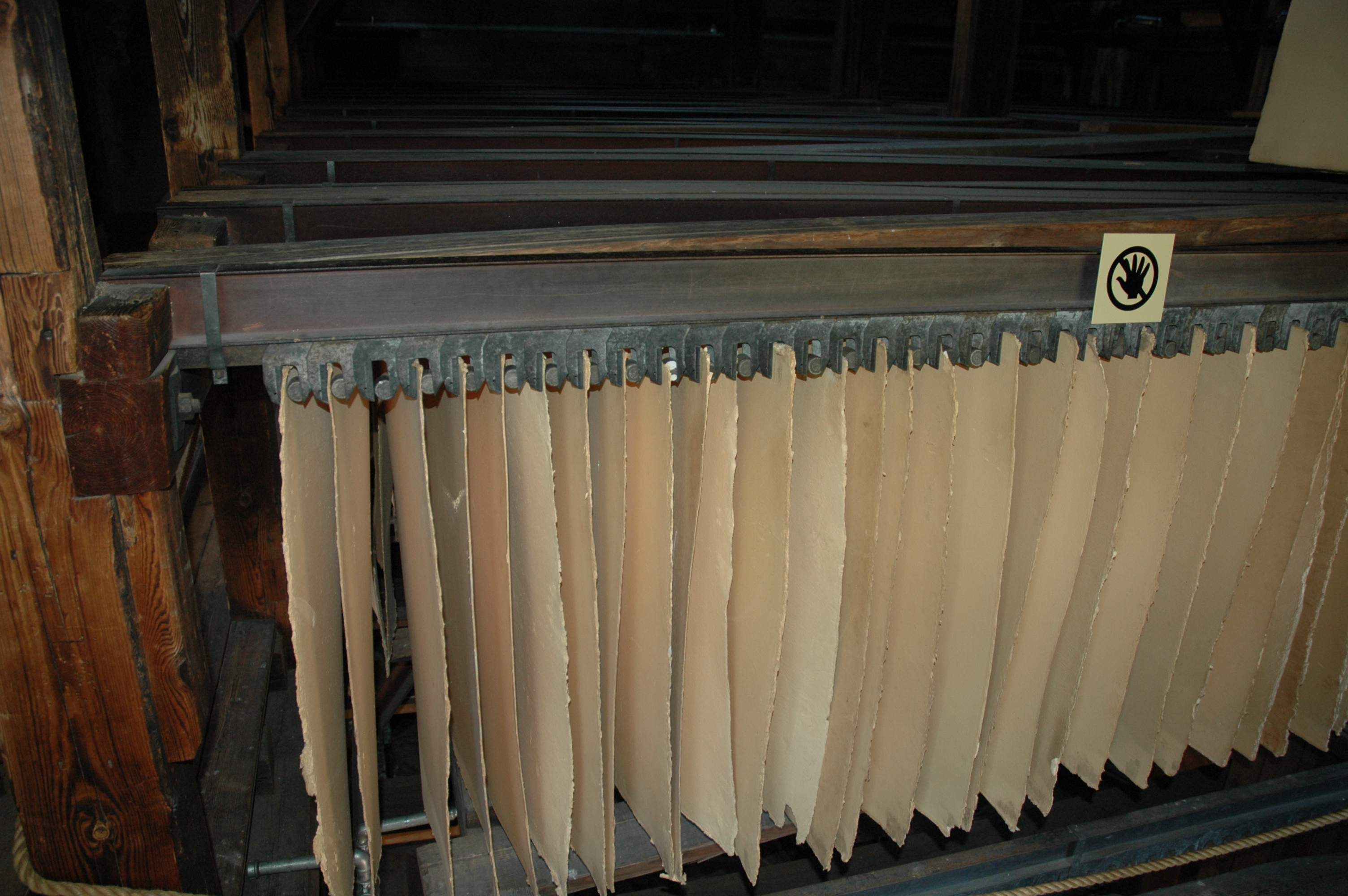
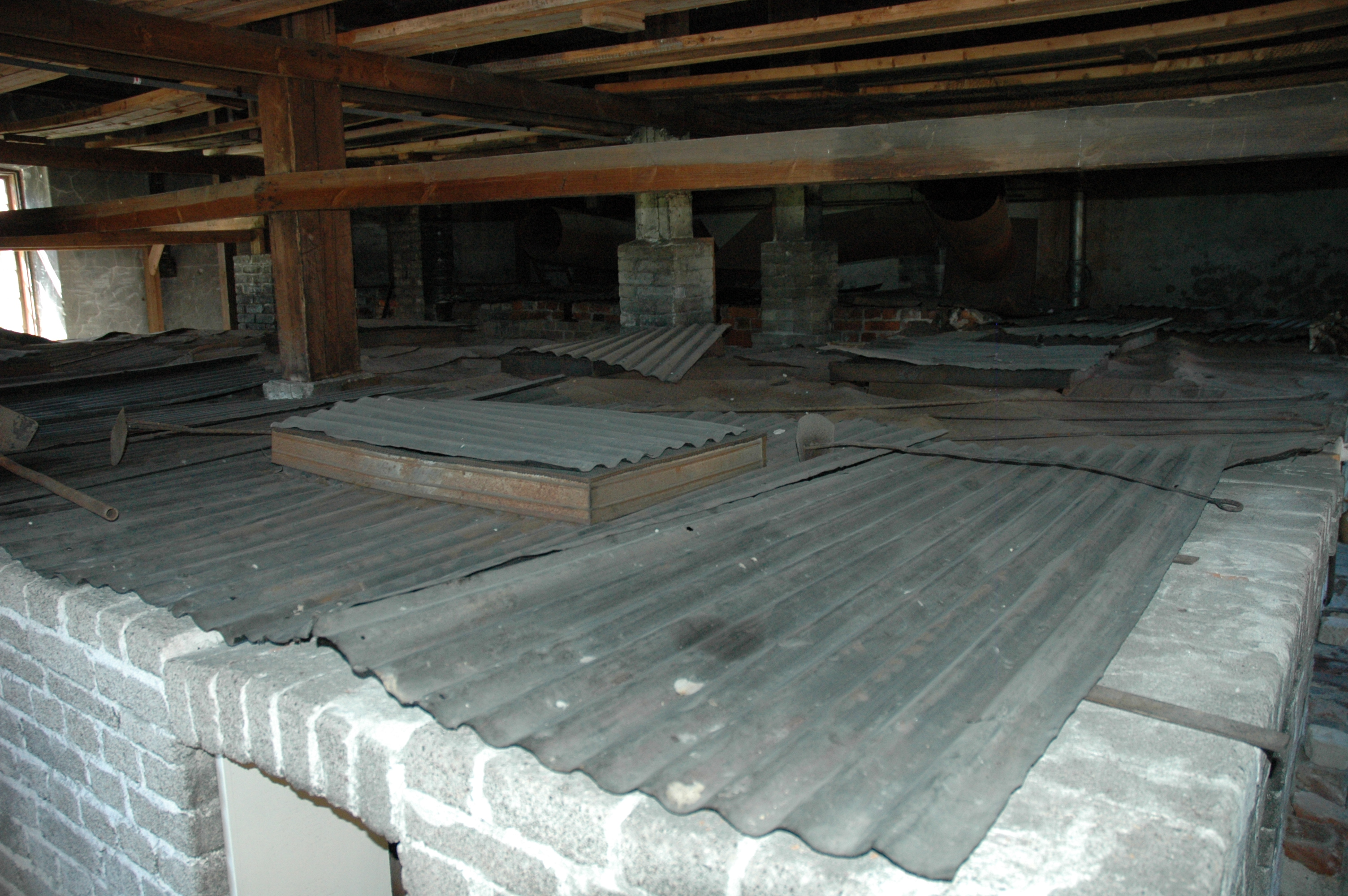
Forno de secagem
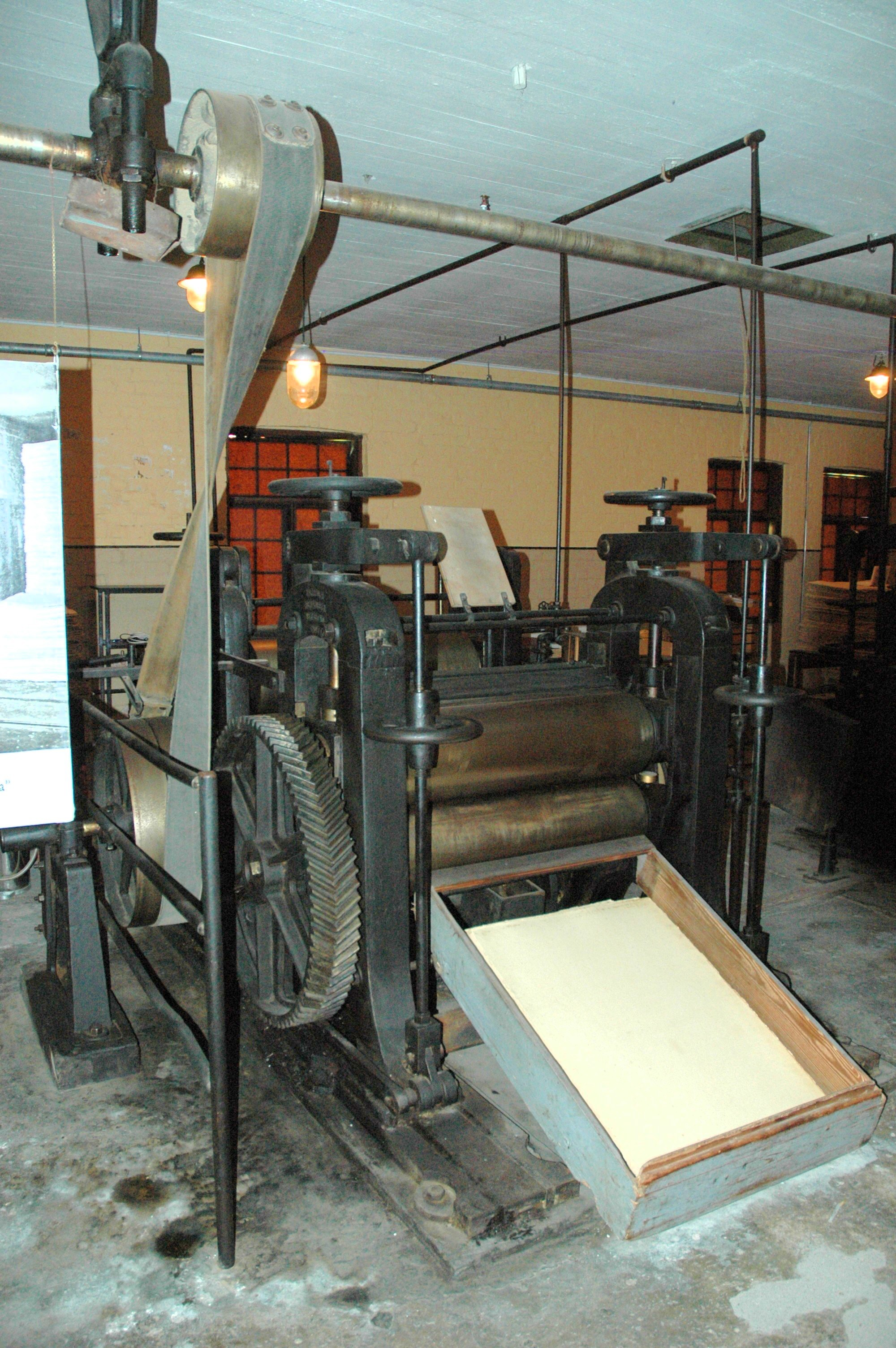
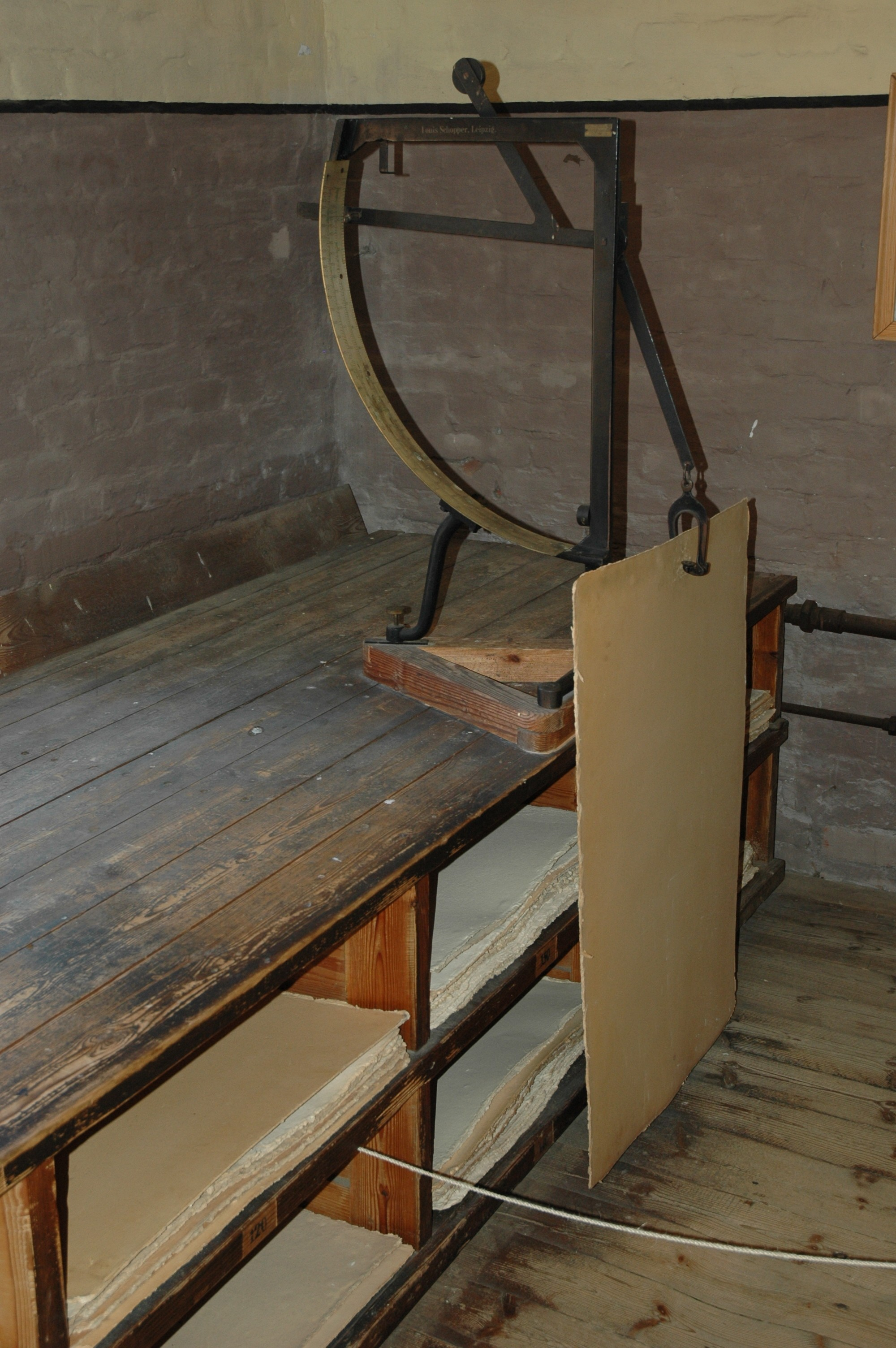